# Гриффин, Ник
Николас Джон Гриффин (англ. Nicholas John Griffin, родился 1 марта 1959 года) — британский политик, представлявший Северо-Западную Англию в качестве члена Европейского парламента с 2009 по 2014 год. Он занимал пост председателя, а затем президента крайне правой Британской национальной партии (BNP) с 1999 по 2014 год, когда его исключили из партии.

## Биография

### Юность и начало политической карьеры
Отец Ника Эдгар Гриффин сам придерживался правых убеждений, и когда Нику было пятнадцать лет, привёл его на митинг Британского национального фронта. В 1977 году Ник Гриффин поступил в Кембриджский университет, где изучал историю и право. В период учёбы Гриффин быстро продвигался по партийной лестнице Национального фронта, он основал в университете студенческую группу БНФ.
После окончания университета Гриффин заинтересовался идеями итальянского неофашиста и террориста Роберто Фиоре, который эмигрировал в Великобританию, спасаясь от уголовного преследования за крупный теракт в Болонье. Эти идеи, известные как Третья позиция, предполагали противостояние и коммунизму, и капитализму, так как обе идеологии в конце концов приводят к обогащению меньшинства. Среди кумиров Гриффина того периода были чернокожий радикальный исламист Луис Фаррахан и аятолла Хомейни.

### 1980-е и перерыв в политической деятельности
В 1980 году Гриффин вместе с крайне правым публицистом Джозефом Пирсом основал издание Nationalism Today и стал его первым редактором. Три года спустя Гриффин принял деятельное участие в смещении лидера БНФ Мартина Уэбстера. В 80-х годах Гриффин организовывал в Саффолке концерты неонацистских скинхедских групп, в том числе Skrewdriver. В конце 1988—начале 1989 года внутри БНФ произошёл очередной конфликт, в результате которого Гриффин и другие сторонники «Третьего положения» вышли из БНФ и создали собственную организацию, просуществовавшую до 1991 года.
В 1990 году из-за взрыва ружейного патрона при невыясненных обстоятельствах Гриффин потерял левый глаз (вместо него был вставлен стеклянный протез). Год спустя он понёс большие убытки из-за прогоревшего бизнес-проекта. Гриффин отошёл от политики на несколько лет, пока в 1995 году Джон Тиндалл, в то время лидер Британской национальной партии, не предложил ему присоединиться к партии. Гриффин стал редактором журналов Spearhead и The Rune.

### 1990-е
На посту редактора The Rune Гриффин активно отстаивал позицию отрицания Холокоста, в частности, когда известный ревизионист Дэвид Ирвинг публично признал, что часть евреев могла погибнуть в ходе Холокоста, Гриффин подверг его критике. В 1998 году Гриффин был признан виновным в распространении материалов, разжигающих расовую ненависть, и приговорён к девяти месяцам заключения с отсрочкой наказания на два года и штрафу в 2300 фунтов. Процесс поднял репутацию Гриффина внутри партии, что позволило ему на очередных выборах сместить Тиндалла с поста лидера БНП.
После прихода к власти Гриффин направил усилия на попадание Британской национальной партии в парламент, чего ранее удалось добиться другим ультраправым политикам — Ле Пену во Франции и Хайдеру в Австрии. Для этого Гриффин радикально сменил партийный имидж, отказавшись от поддержки скинхедов и открыто расистской риторики в пользу менее радикальных идей, таких как «защита британского образа жизни». БНП включила в свою программу борьбу за защиту окружающей среды и права животных.

### 2000-е

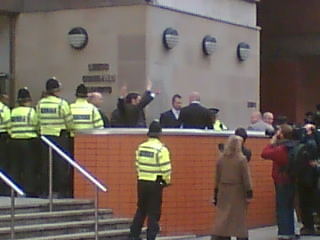
Ник Гриффин выходит из здания суда, ноябрь 2006 г.

Гриффин выдвигал свою кандидатуру на довыборах в палату общин от одного из округов графства Уэст-Мидлендс в 2000 году. Он занял четвёртое место из пяти (4,21 %), позади кандидатов от лейбористов, консерваторов и либералов. На парламентских выборах 2001 года Гриффин баллотировался от округа Олдхэм Уэст и Ройтон (Большой Манчестер) и занял третье место (16,4 % голосов), опередив кандидата от либералов. В 2005 году на очередных парламентских выборах Гриффин выдвигался от округа Кейли (Уэст-Йоркшир) и набрал 9,2 % (четвёртое место), но его партия получила в четыре раза больше голосов, чем за предыдущую избирательную кампанию.
В июле 2004 года журналисты BBC показали документальный фильм о Британской национальной партии, включавший тайно заснятые выступления Гриффина. Эта запись стала основанием для уголовного преследования Гриффина и некоторых других членов БНП по обвинению в разжигании расовой ненависти. В декабре 2004 года он был арестован и допрошен полицией. Жюри присяжных оправдало Гриффина по части обвинений и не смогло прийти к согласию по оставшимся пунктам. На повторном процессе, завершившемся в ноябре 2006 года, Гриффин был оправдан полностью.

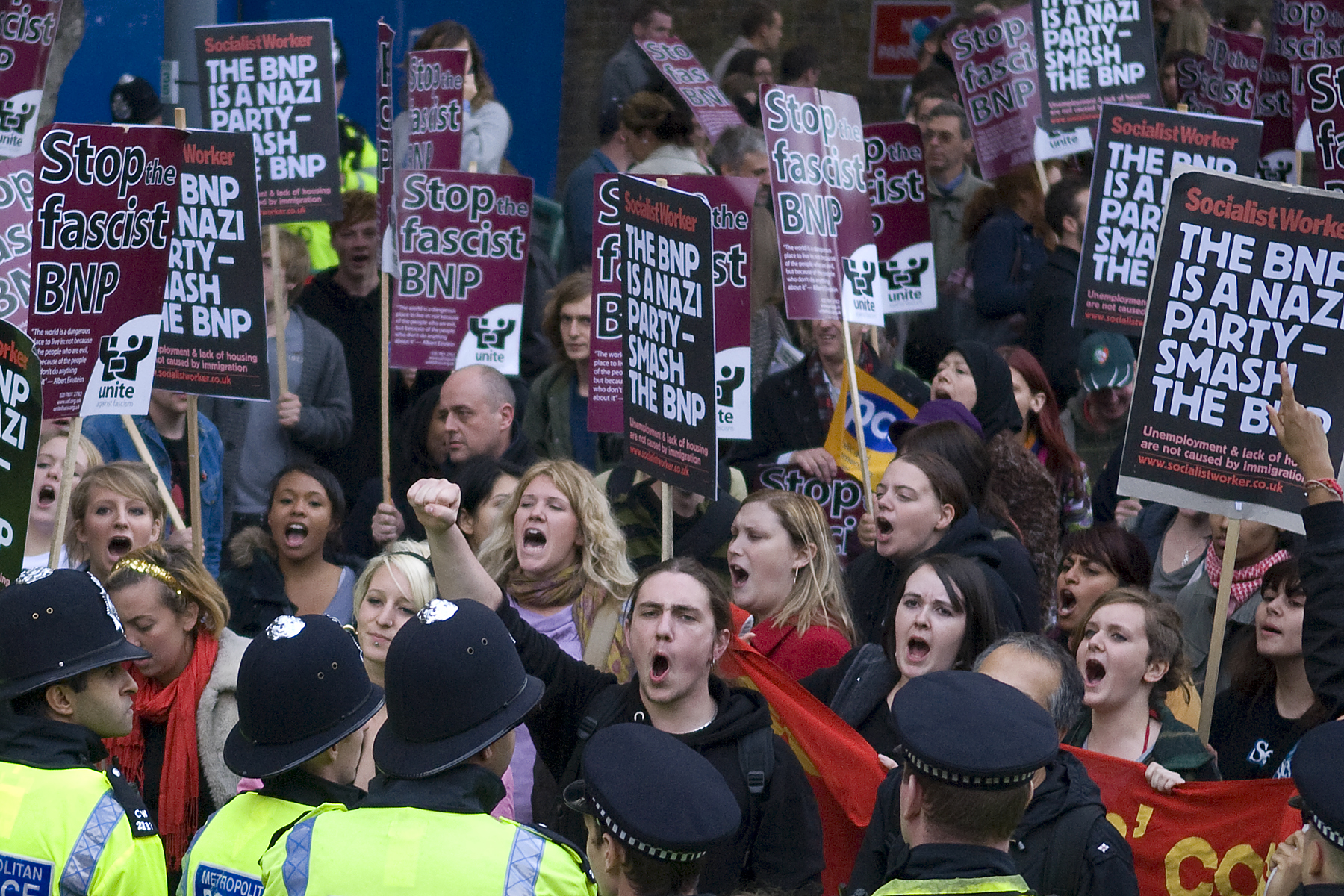
Протесты против участия Ника Гриффина в программе BBC Question Time, 2009.

Под руководством Гриффина Британская национальная партия в 2009 году получила два места в Европарламенте. На выборах БНП в общей сложности набрала 943 598 голосов (6,2 %), а сам Гриффин, баллотировавшийся от Северо-Восточной Англии, получил одно из восьми мест от этого округа.

## Политика и мнения
Гриффин описывает себя как «модернизатора» и «нового националиста», а после своего избрания лидером БНП, по словам автора The Guardian Фрэнсиса Уина, был «презрительным» к традиционным сторонникам партии. Он изменил традиционную ориентацию БНП на иммиграцию и расу на защиту того, что она считает «нашими традиционными принципами против политически корректной повестки дня» поддерживаемой основными политиками. Он изображал себя защитником свободы слова и неоднократно выступал против мультикультурализма. В течение 2000 года он попытался продвинуть популярную привлекательность БНП, нацелившись на конкретные группы, включая водителей грузовиков, некоторые из которых в то время участвовали в массовых протестах против цен на топливо, и фермеров. БНП также выпустила журнал, посвященный сельским вопросам.
Конституция БНП предоставляет своему председателю полную исполнительную власть над всеми партийными делами, и Гриффин, таким образом, несет исключительную ответственность за юридические и финансовые обязательства партии и имеет последнее слово во всех решениях, затрагивающих партию.
После своего избрания в Европарламент Гриффин безуспешно пытался сформировать альянс с правыми партиями, что дало бы право членам группы на дополнительное финансирование. Он также провел переговоры с другими крайне правыми европейскими партиями, такими как Vlaams Belang и Jobbik. БНП поддерживает связи с Роберто Фиоре и фашистскими группами по всей Европе. Гриффин критиковал лейбористское правительство Гордона Брауна за его отношение к БНП, обвиняя его в том, что оно относится к избранным представителям БНП как к «гражданам второго сорта». После своего избрания на пресс-конференции, состоявшейся в общественном доме в Манчестере, он подверг критике приватизацию национальных отраслей промышленности, таких как железнодорожная сеть, и обвинил депутатов в целом в причастности к этому «… гигантское разграбление Британии». Он обвинил частные корпорации и «правящую элиту» в Великобритании в строительстве «еврократического государства», процесс, который он назвал «фашизмом Муссолини… при Гордоне Брауне». Он поддержал гуркхов, заявив, что БНП разрешит им и их семьям въезд в страну для лечения «до тех пор, пока они нуждаются в лечении, или до тех пор, пока они живы». Он также предложил удалить 100 000 мусульман, «нелояльных Британии», и заменить их гуркхами.

Взяв под свой контроль партию, Гриффин стремился отодвинуть её от своей исторической идентичности, хотя в программе Би-би-си Newsnight от 26 июня 2001 года он заявил, что индусы и белые стали мишенью «мусульманских» беспорядков 2001 года, а в августе 2001 года в выпуске Identity (публикация BNP) он сказал, что радикальные мусульманские священнослужители хотели «… воинствующие мусульмане захватят британские города с автоматами АК-47». В интервью RT в августе 2009 года он дистанцировался от современного Национального фронта, который, по его словам, «… группа скинхедов, бегающих без какого-либо политического направления, кроме того, что мы подозреваем, что их хозяева дают им». На The Politics Show 9 марта 2003 года он, по-видимому, принял этнические меньшинства, которые уже легально проживали в стране, и 6 марта 2008 года он снова дал интервью На Newsnight; Когда ему рассказали об опросе, который показал, что большинство британцев из рабочего класса больше обеспокоены наркотиками и алкоголем, чем иммиграцией, он связал проблему наркотиков в Великобритании с исламом, особенно пакистанскими иммигрантами. Его включение в программу подверглось критике со стороны автора и радиоведущего Джона Гонта, который назвал это решение «жалким». На вопрос The Times об опасениях, что его недавний успех был предвещен в речи Еноха Пауэлла «Реки крови», Гриффин ответил: 
Дивизии уже есть. Они были созданы этим чудовищным экспериментом: мультикультурным разрушением старой Британии. Нет никакого столкновения между коренным населением и, например, оседлыми вест-индийцами, сикхами и индусами. Существует, однако, огромная корреляция между высокими голосами БНП и близлежащим исламским населением. Причина этого не имеет ничего общего с исламофобией; это такие вопросы, как подготовка молодых английских девушек к сексу преступным меньшинством мусульманского населения… Сейчас я нахожусь здесь для того, чтобы дать политическое представление о проблемах преимущественно коренного населения. Этническое население всегда имело лейбористов, чтобы заступиться за них. Наконец-то у их соседей появился кто-то, кто заступается за них. 
В июне 2009 года в интервью Channel 4 News Гриффин заявил, что «нет такого понятия, как чернокожий валлиец», что подверглось критике со стороны Воана Гетинга, первого чернокожего президента валлийского NUS и валлийского TUC, а также первого чернокожего кандидата в Национальную ассамблею Уэльса. Комментируя заявление Гриффина, он сказал: «На этом основании большинство белых людей не будут квалифицироваться. Совершенно ясно, что Ник Гриффин просто не согласен с тем, что чернокожие британцы или черные валлийцы имеют право называть себя надлежащими, полноправными гражданами страны». Интервью Гриффина Channel 4 News было дано в ответ на решение Комиссии по равенству и правам человека расследовать критерии членства бНП, которые, как она заявила, «по-видимому, дискриминируют по признаку расы и цвета кожи, вопреки Закону о расовых отношениях». Он отверг утверждения о том, что БНП «действовала незаконно», и сказал: «… потому что мы здесь, как было указано, для конкретных этнических групп — это не имеет ничего общего с цветом, ваш репортер там сказал, что мы пошевелим пальцем только для белых людей — это простая ложь».
После взрыва в пабе «Адмирал Дункан» бывшим членом BNP Дэвидом Коуплендом Гриффин заявил: «Телевизионные кадры десятков „гей-демонстрантов“, выставляющих напоказ свое извращение перед журналистами мира, показали, почему так много обычных людей находят этих существ такими отвратительными». БНП заявляет, что в частном порядке гомосексуализм должен допускаться, но что его «не следует пропагандировать или поощрять». Она выступает против введения гражданских партнерств и хочет запретить то, что она воспринимает как пропаганду гомосексуализма в школах и средствах массовой информации. Серия сообщений, которые он опубликовал в октябре 2012 года в социальной сети Twitter, относительно иска о дискриминации, выигранного гей-парой, вызвала широкое осуждение. Полиция Кембриджшира расследовала твиты, которые включали адрес пары и предположение, что «команда британского правосудия» даст им «немного драмы», но не предприняла никаких дальнейших действий.
В 2012 году, хотя он отрицал, что он «против геев», он сказал, что гражданские партнерства подрывают «институт брака, и в результате этого дети умрут в течение следующих нескольких лет, потому что они будут воспитываться в домах, которые не состоят в браке». В 2009 году он также сказал, что «многие люди находят вид двух взрослых мужчин, целующихся на публике, действительно жутким. Я понимаю, что гомосексуалисты этого не понимают, но именно так чувствуют себя многие из нас [христиан]». Он также предполагает, что гей-прайд марширует «[граничит] с гетерофобией, которая, как и её близнец христианофобия, находится на подъёме».
Написание для The Rune, Гриффин хвалил Ваффен СС военного времени и критиковал Королевские ВВС за бомбардировки нацистской Германии. В соборе Ковентри он распространял листовки, в которых говорилось о «массовых убийствах» во время бомбардировки Дрездена во время Второй мировой войны.

### Четырнадцать слов
В 1990-х годах Гриффин заявил, что его политическая идеология может быть подытожена Четырнадцатью словами, которые обычно цитируются так: «Мы должны обеспечить существование нашего народа и будущее для белых детей». Во время полицейского допроса в 1998 году он сказал, что «всё, что я делаю, связано с построением националистического движения, через которое […] эти 14 слов могут быть выполнены».

### Глобальное потепление
В интервью Би-би-си 8 июня 2009 года Гриффин сказал, что «глобальное потепление, по сути, является мистификацией» и что оно «используется либеральной элитой как средство налогообложения и контроля над нами, а настоящий кризис — это пик нефти». Он был представителем Европейского парламента на Конференции ООН по изменению климата 2009 года, где он повторил своё утверждение о том, что глобальное потепление является мистификацией, и назвал сторонников действий по изменению климата, таких как Эл Гор, «массовыми убийцами», поддерживая биотопливо, утверждая, что его использование приведёт к «третьему и величайшему голоду современной эпохи». Представитель Гринпис сказал: «На самом деле группы по охране окружающей среды и развитию, которые он пренебрежительно отзывался, были на переднем крае обеспокоенности по поводу биотоплива. Заявления Гриффина о том, что изменение климата является мистификацией, являются одной из многих любопытных вещей, происходящих между его ушами».

### Холокост и сионизм
Его комментарии о Холокосте (который он однажды назвал «Холохоаксом» — от англ. hoax ‘обман’), сделанные в качестве редактора «Руны», демонстрируют отрицание. Он критиковал отрицателя Холокоста Дэвида Ирвинга за признание того, что в Холокосте могло погибнуть до четырёх миллионов евреев; он писал: «Истинные ревизионисты не будут обмануты этим новым поворотом печальной истории о мистификации двадцатого века». В 1997 году он сказал журналисту под прикрытием, что обновил брошюру Ричарда Верралла «Действительно ли умерли шесть миллионов?» и в том же году написал «Кто такие Маги разума?», о предполагаемом доминировании еврейских деятелей в средствах массовой информации. Несмотря на это, у БНП был еврейский советник Патрисия Ричардсон а пресс-секретарь Фил Эдвардс заявил, что в партии также есть еврейские члены. БНП заявила, что не отрицает Холокост и что «вытаскивание цитат 10, 15, 20 лет назад действительно жалко и, в некотором смысле, довольно фашистско». В интервью заместителю лидера БНП Саймону Дарби Гриффин сказал, что Лига английской обороны является «сионистской операцией под ложным флагом», и добавил, что организация является «неоконсервативной операцией».

### Миграционный кризис
В интервью Би-би-си 8 июля 2009 года, во время дискуссии о европейской иммиграции, он предложил, чтобы ЕС потопил лодки с нелегальными иммигрантами, чтобы предотвратить их въезд в Европу. Хотя интервьюер, корреспондент Би-би-си Ширин Уилер, подразумевала, что Гриффин, возможно, хотел, чтобы ЕС «убивал людей в море», он быстро поправил её, сказав: «Я не говорил, что кто-то должен быть убит в море — я говорю, что лодки должны быть потоплены, они могут бросить им спасательный плот, и они могут вернуться в Ливию» (перевалочный пункт для мигрантов из Египта и Африки к югу от Сахары).

## Семья и личная жизнь

### Родители
Отец Гриффина, Эдгар Гриффин (родился в 1921 году, Брайтон, Восточный Суссекс) ранее был давним членом Консервативной партии и с 1959 по 1965 год советником столичного района Сент-Мэрилебон. Он также был советником в окружном совете Уэйвни в 1980-х годах. Мать Гриффина, Джин (урожденная Томас), на которой Эдгар женился в 1950 году, была неудачным кандидатом от БНП от Энфилд Норт на всеобщих выборах 1997 года, в Чингфорде и Вудфорд-Грин на всеобщих выборах 2001 года и от Лондона на европейских выборах 1999 года. У Ника Гриффина есть сестра.

### Личная жизнь
Гриффин живёт со своей семьёй в Шропшире, сельском графстве к северо-западу от Бирмингема, в Англии. Он женат на Джеки Гриффин, бывшей медсестре, которая также выступает в качестве его помощницы; у пары четверо детей, некоторые из которых активно участвовали в партии. Он был признан банкротом в январе 2014 года. В марте 2017 г. Гриффин выразил желание эмигрировать в Венгрию в течение полугода. В мае 2017 года Гриффину запретили въезд в Венгрию, поскольку он воспринимался как «угроза национальной безопасности», согласно источникам безопасности, цитируемым в венгерской еженедельной газете Magyar Narancs.